# Риба-де-Моуро
Риба-де-Моуро (порт. Riba de Mouro) — район (фрегезія) в Португалії, входить в округ Віана-ду-Каштелу. Є складовою частиною муніципалітету Монсан. За старим адміністративним устроєм входив у провінцію Мінью. Входить в економіко-статистичний субрегіон Мінью-Ліма, який входить в Північний регіон. Населення складає 1111 чоловік на 2001 рік. Займає площу 13,94 км².